# Dichiarazione di Laeken
La dichiarazione di Laeken è stata sottoscritta il 15 dicembre 2001 dai 15 Stati allora appartenenti all'Unione europea (prima dell'allargamento a 25), e ha avuto importanti conseguenze per l'UE, in quanto prevedeva che fossero realizzate riforme atte al perseguimento di vari obiettivi, tra i quali:
- l'allargamento dell'Unione a nuovi Stati;
- l'avvicinamento dell'Unione europea ai cittadini, tramite notevoli modifiche istituzionali;
- la centralità nel processo costitutivo europeo del rispetto dei settori di competenza esclusiva dei singoli Stati membri e delle loro articolazioni territoriali;
- la creazione di una convenzione per le riforme, presieduta da Valéry Giscard d'Estaing (affiancato da due vicepresidenti, uno dei quali Giuliano Amato) che si è poi insediata il 15 marzo 2002.

La decisione più significativa presa a Laeken è stata la creazione della Convenzione europea che ha avviato il processo di riforma delle istituzioni dell'Unione: quest'ultima, partita da 6 paesi fondatori, dopo progressive nuove adesioni avvenute nell'arco di 50 anni, si avviava a compiere un ben più grande allargamento che avrebbe potuto rendere inefficienti istituzioni pensate per una comunità con un numero minore di Stati membri (con 25 paesi membri era, ad esempio, impensabile mantenere la composizione della Commissione europea con due commissari per ciascuno Stato membro come avvenuto in precedenza).